# Prêmio Magalhães

Lyman James Briggs e Paul R. Heyl, 1922

O Prêmio Magalhães, também conhecido como Medalha de Ouro Magalhães (em inglês: Magellanic Premium, também Magellanic Gold Medal ou Magellanic Prize) é uma condecoração por contribuições nos campos da navegação (marítima, aérea ou espacial), astronomia ou filosofia natural.
O prêmio foi estabelecido em 1786 mediante uma doação de João Jacinto de Magalhães. Benjamin Franklin, então presidente da American Philosophical Society (APS), aceitou-a e estabeleceu os termos de referência sob os quais o prêmio seria concedido.

## Laureados
- 1790 Francis Hopkinson
- 1792 Robert Patterson e William Thornton
- 1795 Nicholas Collin
- 1804 William Mugford e Benjamin Smith Barton
- 1807 John Garnett
- 1809 James Humphries
- 1820 Josiah Chapman
- 1823 James Ewing
- 1825 Charles D. Brodie
- 1836 James Pollard Espy
- 1864 Pliny Earle Chase
- 1887 Lewis M. Haupt
- 1922 Paul R. Heyl e Lyman James Briggs
- 1952 James Gilbert Baker
- 1953 Philip Van Horn Weems
- 1956 Karl von Frisch
- 1959 Charles Stark Draper
- 1960 Stuart William Seeley
- 1961 Edward L. Beach, Jr.
- 1966 William Hayward Pickering
- 1971 Paul M. Muller e William L. Sjogren
- 1975 Robert Herman e Ralph Alpher
- 1980 Martin Lindauer
- 1984 J. Frank Jordon
- 1988 George C. Weiffenbach e William H. Guier
- 1990 Joseph Hooton Taylor
- 1992 Edward Stone
- 1994 Gordon H. Pettengill
- 1997 Bradford Parkinson e Roger L. Easton
- 2000 Jocelyn Bell Burnell
- 2002 Wendy Freedman
- 2004 John E. Carlstrom
- 2008 Margaret Geller
- 2014 Alar Toomre
- 2018 Sandra Faber[1]
- 2018: Fabiola Gianotti[2]
- 2021: Sara Seager